# ღ
Ğani (asomtavruli Ⴖ Nuskhuri ⴖ Mkhedruli ღ) es la letra 26ª del alfabeto de Georgia.
En el sistema de numeración georgiano tiene un valor de 700.
Ghani comúnmente representa la fricativa velar sonora /ɣ/, como la pronunciación de la ⟨r⟩ francesa o la ⟨g⟩ suave de «amigo».

## Letra
| asomtavruli | nuskhuri | mkhedruli |
| ----------- | -------- | --------- |
|             |          |           |

## Codificación digital
| asomtavruli | nuskhuri | mkhedruli |
| ----------- | -------- | --------- |
| U + 10B6    | U + 2D16 | U + 10E6  |

## Braille
| mkhedruli |
| --------- |
|           |

## Uso
- Se utiliza con frecuencia como símbolo del corazón o amor en las comunicaciones en línea.